# یونومائه، کوماموتو
یونومائه، کوماموتو (به لاتین: Yunomae, Kumamoto) یک منطقهٔ مسکونی در ژاپن است که در استان کوماموتو واقع شده‌است. یونومائه ۴٬۸۳۷ نفر جمعیت دارد.